# Liu Jian
Liu Jian zh:刘健 (外交官) es un diplomático chino.
Liu Jian es un graduado de la universidad, es casado y tiene un hijo. 
De 1979 a 1981 fue Funcionario de embajada en Suva en la República de las Islas Fiyi.
De 1981-1984 fue miembro del personal, Oficina de Servicios para las Misiones Diplomáticas en Beijing.
De 1984-1988 fue Agregado, Tercer Secretario de embajada en el Estado Independiente de Samoa Occidental. 
De 1988-1990 fue Tercer Secretario, Departamento de América del Norte y Oceanía del Ministerio de Asuntos Exterioresen Beijing.
De 1990-1992 fue Tercer Secretario, Segundo Secretario, Departamento Consular, MFA.
De 1992-1995 fue Segundo Secretario, primer Secretario de embajada en Tailandia.
De 1995-1998 fue director Adjunto / director del Departamento de Asuntos de Asia, MFA.
De 1998-2000 fue Consejero de embajada en Kuala Lumpur, Malasia.
De 2000-2001 fue Consejero de embajada en Manila, Filipinas.
De 2001-2003 fue Consejero del Departamento de Asuntos de Asia, MFA. 
De 2003-2004 fue director General Adjunto del Departamento de Asuntos de Asia, MFA.
De enero de 2005 a febrero de 2007 fue embajador en Kabul, Afganistán.
De septiembre de 2008 a junio de 2010 fue embajador en Kuala Lumpur, Malasia.
De julio de 2010 a julio de 2013 fue embajador en Islamabad, Pakistán.
Desde julio de 2013 es cónsul general en el Consulado general de China en Los Ángeles.